# Villemeux-sur-Eure
Villemeux-sur-Eure is een gemeente in het Franse departement Eure-et-Loir (regio Centre-Val de Loire). De plaats maakt deel uit van het arrondissement Dreux. Villemeux-sur-Eure telde op 1 januari 2022 1.808 inwoners.

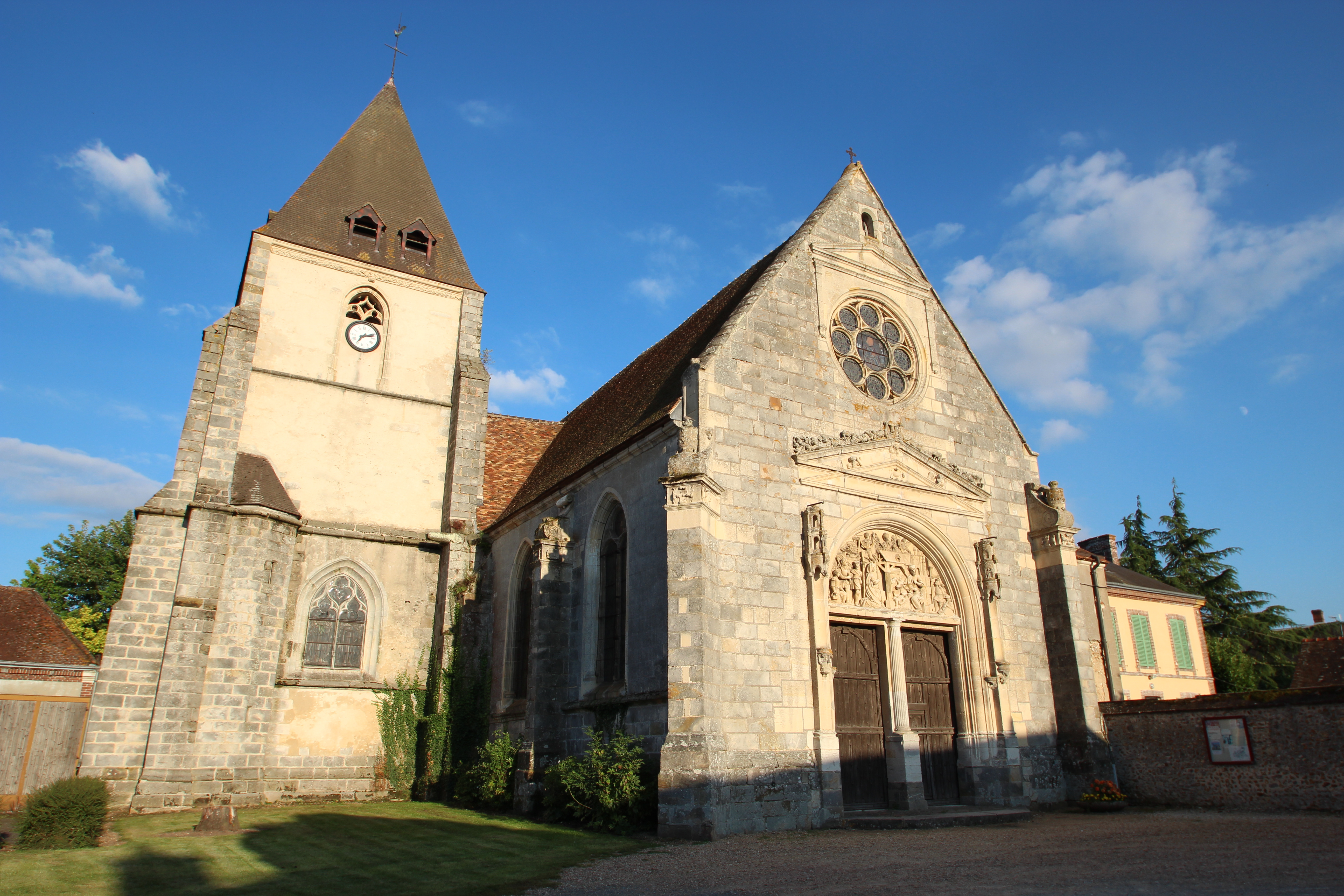
Kerk van St. Maurice
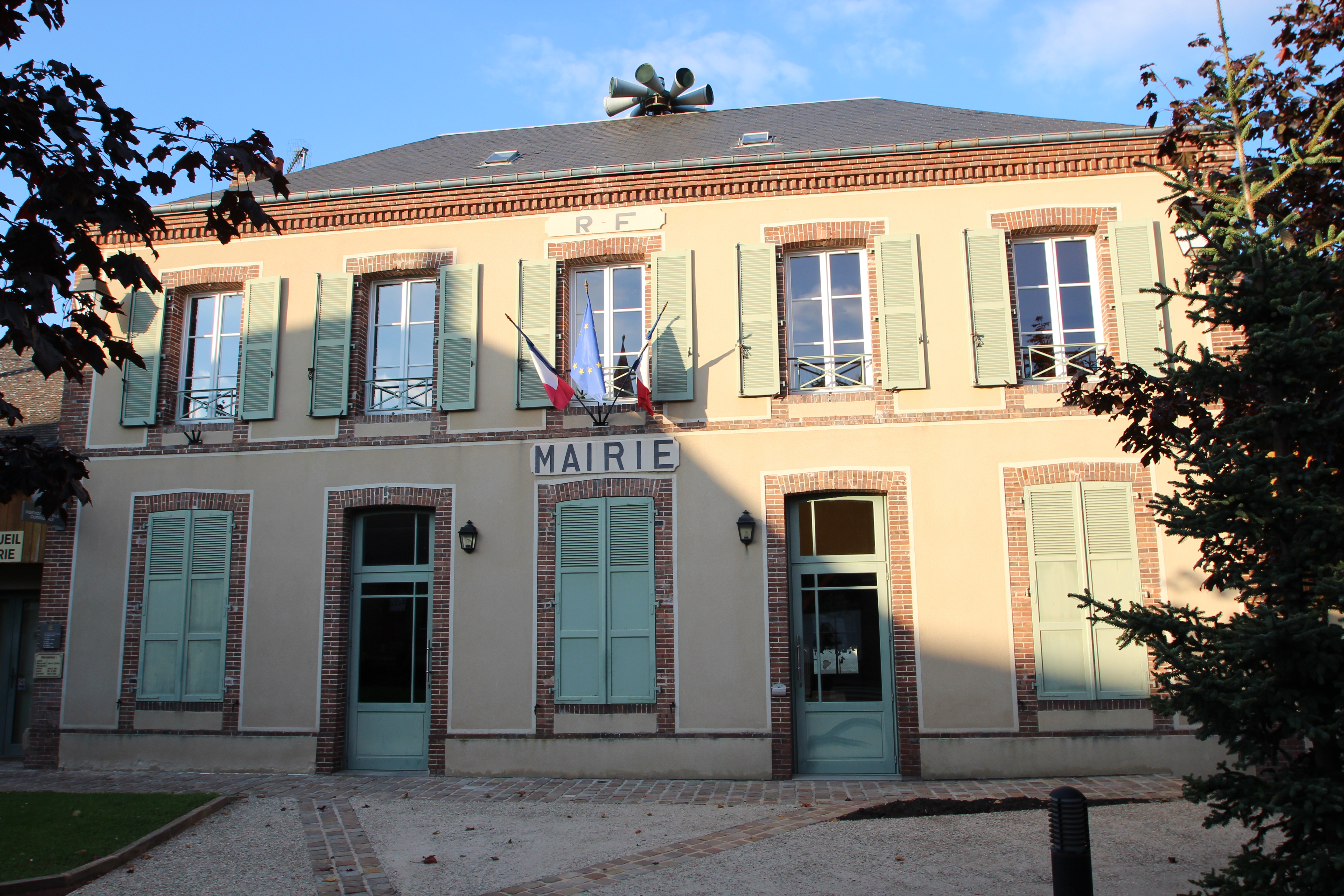
Gemeentehuis

## Geografie
De oppervlakte van Villemeux-sur-Eure bedroeg op 1 januari 2022 18,59 vierkante kilometer; de bevolkingsdichtheid was toen 97,3 inwoners per km².

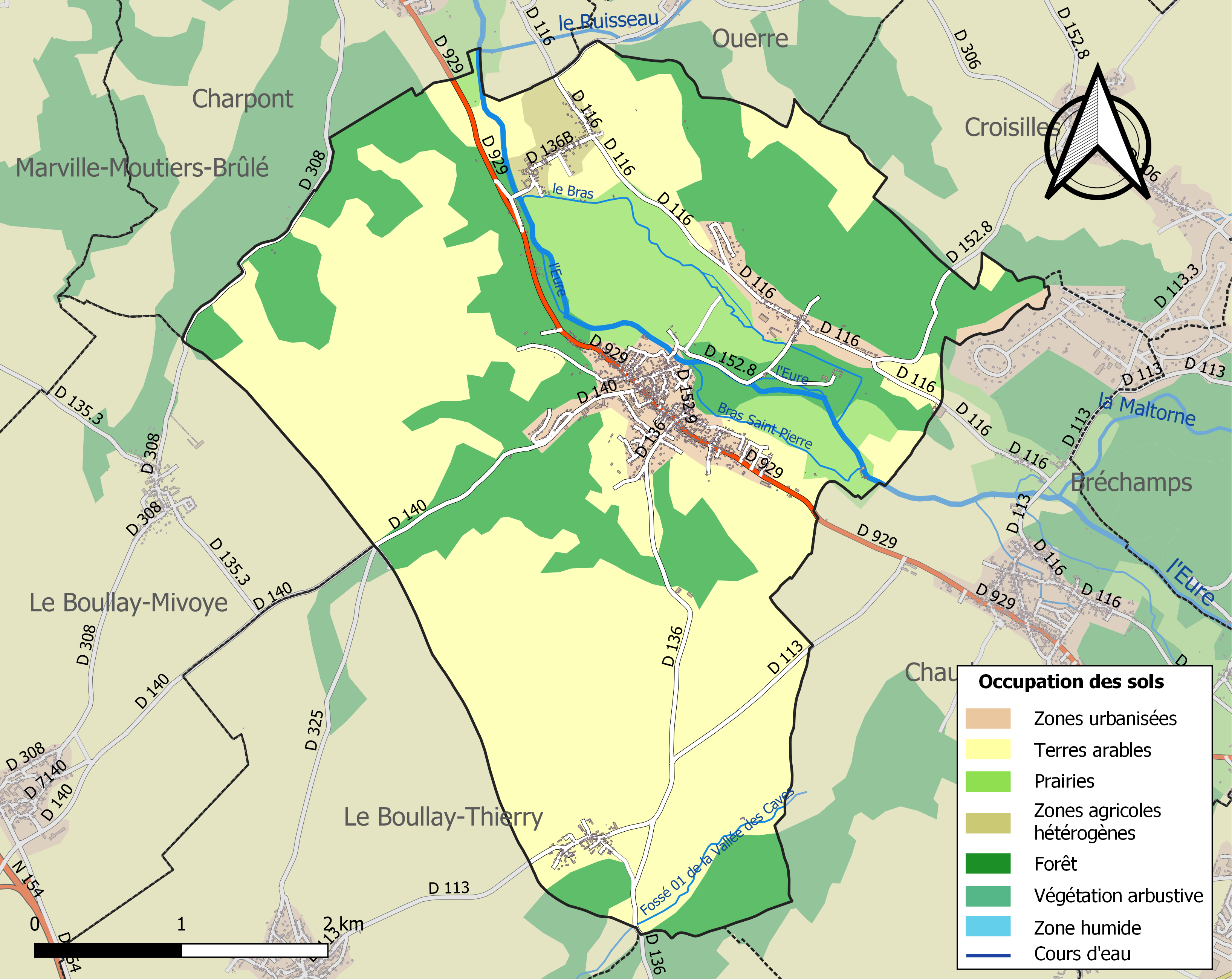
Kaart van de gemeente met belangrijkste infrastructuur, bodemgebruik en omliggende gemeenten

## Demografie
Onderstaande figuur toont het verloop van het inwonertal (bron: INSEE-tellingen).